# 伊拉塞米尼亚
伊拉塞米尼亚是巴西圣卡塔琳娜州的一个市镇。总面积164.375平方公里，总人口4261人，人口密度25.9人/平方公里。